# Fátima Rodríguez
Fátima Rodríguez (Pontedeume, Galícia, 15 de maig del 1961) és una escriptora gallega, una traductora en gallec i castellà, i és també professora a la Universitat de la Bretanya Occidental a Brest.

## Biografia
Fátima Rodríguez va estudiar llengües romàniques a la Universitat de Santiago de Compostel·la. Va fer el seu doctorat en literatura comparada a França i després va viure i treballar a Tolosa de Llenguadoc entre 1983 i 2008. Entre 1991 i 1993 va prosseguir els seus estudis amb un màster en traductologia a la Universitat Autònoma de Barcelona. Viatjant a Romania i Itàlia va completar la seva formació de romanista i va aprofundir els seus coneixements en les literatures contemporànies en aquells països.
Mentre residia a Tolosa, va col·laborar amb la Casa de Galicia de la regió per a fomentar la difusió de la cultura gallega. Com a investigadora va treballar sobre escriptores del Carib. Publica regularment articles sobre les llengües i cultures en contacte recíproc dins l'àmbit de parla espanyola i llatinoamericana. Des del 2008 viu a Brest i ensenya a la Universitat de la Bretanya Occidental.
Els treballs acadèmics de Fátima Rodríguez són redactats en francès, espanyol i gallec. L'autora és membre de la Xarxa Francesa d'Estudis Gallecs i de l'Associació Caribenca d'Estudis del Carib.

## L'obra literària
La procedència de l'escriptora, la cultura gallega i la seva llengua constitueixen el tema central de la poesia de Fátima Rodríguez. A vegades aquesta referència esdevé política, com per exemple en el poema «Nos outros» («Amb els altres»), publicat dins el llibre EXIL - témoignages sur la Guerre d'Espagne, les camps et la résistance au franquisme. Però aquest tema expressa també un dolor que, metamorfosant-se, esdevé bellesa. L'assagista cubana Minerva Salado destaca que la tasca de transformar el dolor en bellesa no és gaire fàcil, sobretot «quan la bellesa possible prové del dolor com a factor d'identitat d'un poble.»
L'autora és una viatgera. Nascuda a Galícia, estudis a Santiago de Compostel·la, Barcelona i Tolosa de Llenguadoc, professora abans a Tolosa i després a Brest, viu la vida d'una viatgera, «viaxeira» en gallec, mot que, segons Minerva Salado, significa «algú que es marxa sense retornar» i expressa la «incertesa davant el futur». Fátima Rodríguez va escriure: «A viaxeira non ha de parar nunca» [«La viatgera no ha de parar mai»], referint-se a les dones migratòries del poble gallec.
Per tant, un poemari de Fátima Rodríguez és una «llar on es fonen íntimament la llengua, el cos i el paisatge.» Car el cos i el seu vocabulari representen un altre tema de l'escriptora, per exemple quan escriu: «un tall nítid encegador/dins el cor del paisatge/tan esperat tan esperat que res no fa un salt», o «Retorna, llengua, a la terra de la infància/el teu aire matriu, on van somniar/úters acollidors/suspesos/a la cúpula de la mort desmemoriada/sediments d'oblidança a l'àtic.» María Rosa Lojo diu que «un cos femení cerca el cordó trencat del cos mare» que és «la llengua-terra». Esmenta la «desolació dels nòmades» que mai no està reparada enterament pel llenguatge del cos.

## Obres

### Publicacions literàries
- Amencida dos corpos/Amanecida de los cuerpos, poesia (gallec; trad. espanyola de Jorge Ledo), Editorial Praxis, Ciutat de Mèxic, 2005, ISBN 968-7646-33-0
- Limite de propiedad, poesia (trad. espanyola de Gloria Vergara), Editorial Torremozas, Madrid, 2006, ISBN 978-84-7839-368-8
- Oblivionalia, poesia (gallec; trad. francesa de Vincent Ozanam), Les Hauts-Fonds, Brest, 2010, ISBN 978-2-9532332-7-8

### Publicacions acadèmiques (tria)
- (francès) Fátima Rodríguez, « Les je(ux) de l’énonciation dans l’Erotica de X. L. Méndez Ferrín », dins: L'espace du corps 1. Littérature. Seminaria, 1, Rilma 2-ADEHL, Ciutat de Mèxic-Limoges, 2007, p. 61-70
- (castellà) Fátima Rodríguez, « Otras proyecciones de la materia textual. La Pasión de los nómades de María Rosa Lojo. Historias heterógrafas. », dins: Le Texte et ses liens II, Paris-Sorbonne, 2005-2006, ISSN 1954-3239, presentació en línia
- (castellà) Fátima Rodríguez i Laura Eurenia Tudoras, « Las fronteras ascendentes de Paul Morand: Flèche d'Orient y Bucarest », dins: Revista de Filología Románica, n° 20, Madrid, 2003, ISSN 0212-999X, p. 179-190, presentació en línia[Enllaç no actiu]
- (castellà) Fátima Rodríguez i Laura Eurenia Tudoras, « Viajes azarosos: la aventura de la insularidad en la narrativa puertorriqueña: Vecindarios excéntricos de Rosario Ferré », dins: Revista de Filología Románica, n° 22, Madrid, 2005, ISSN 0212-999X, p. 193-200